# Freziera guatemalensis
Freziera guatemalensis là một loài thực vật có hoa trong họ Pentaphylacaceae. Loài này được (Donn.Sm.) Kobuski mô tả khoa học đầu tiên năm 1938.